# 平哲夫
平 哲夫（たいら てつお 1946年8月24日 - ）は、日本の芸能プロモーターである。
ライジングプロダクション代表取締役。

## 人物
1946年（昭和21年）、福島県本宮町（現在の本宮市）生まれ。
木倉事務所で歌手、青江三奈のマネジメントを担当した後、30歳でなかにし礼と共にラブサウンズ音楽出版を設立した。
1985年（昭和60年）には、アイドル歌手、荻野目洋子のマネジメントを目的に「ライジングプロダクション」を設立。
「Jonny Taira」名義でプロデュース活動も行っており、アイドル氷河期だった1990年代初頭、観月ありさはアイドル歌手として成功を収め、宮沢りえ、牧瀬里穂と一緒に「3M」という名前で呼ばれた。
もともとは女性アイドルの養成・育成に力を入れていたが、1996年に安室奈美恵、SPEED、MAXなどの女性グループをブレイクさせた後は、男性アイドルのプロデュースにも挑戦するようになった。
2001年、法人税計約11億8600万円を脱税したとして法人税法違反の罪に問われ、2年4カ月の実刑判決を受ける。これによりライジングプロダクション社長を辞任したが、のちに復帰した。
所属タレントの恋愛には寛容な姿勢である。1999年のインタビューでは、次のように述べた。
「ボクは管理しないんですよ。未成年者の恋愛は親御さんに見てもらうしかない・・・。そもそもボク自身が管理されるのがイヤなのに、他人のお嬢さんを完全管理できるわけがない（笑）。無謀と言われるかもしれないけど、私生活がどうであろうと人気に影響しないアーティストづくりを目指しているつもりなんです。安室（奈美恵）だって結婚しようが子供を産もうがエンターテイナーとしての価値は変わらない。マライア・キャリーやマドンナも私生活がどうであれアーティストとしての評価が下がることはないですから。」
SPEED解散時には、「感受性の強い女の子たちだし、普通の青春、感情を逆に味わった方がいい。親権者の同意があれば、僕は（交際に）関与しなくていい」（1999年10月6日付日刊スポーツ）とも述べていた。2019年のインタビューでは、「恋愛禁止にしたって言うこと聞かないでしょ（笑） 親の言うことだって聞かないのに。確かに若い時の恋愛っていうのは、将来性も何も関係なしに熱くなることがあります。人気商売ですから、恋愛の話が出れば出るほどお客さんは減りますよね。だけど一方でそれを承知でやってる、覚悟してやってるというか。」「普通の中高生の青春を送らせてやりたいなという思いはありました」と述べた。

## プロデュース業
手掛けたアーティスト
- 荻野目洋子
- 坂上香織
- 観月ありさ
- 山根康広
- SUPER MONKEY'S
- MAX
- SPEED
- DA PUMP
- MISSION
- Folder→Folder5
- AN-J